# Куриккала, Юсси
Юсси Куриккала (фин. Jussi Kurikkala; 12 августа 1912, Калайоки, Улеаборгская губерния — 10 марта 1951, Хельсинки) — финский лыжник и легкоатлет, двукратный чемпион мира в лыжных гонках.

## Карьера
За свою карьеру выступал на трёх чемпионатах мира, на которых завоевал две золотые и одну серебряную медаль. На чемпионате мира 1937 года завоевал серебро в эстафетной гонке, кроме того был 5-м в гонке на 18 км. На чемпионате мира 1938 года завоевал золото в эстафете, а также занял 6-е место в гонке на 18 км и 7-е место в гонке на 50 км. На чемпионате 1939 года стал победителем в гонке на 18 км.
Кроме лыжных гонок занимался лёгкой атлетикой, на Олимпийских играх 1948 года в Лондоне, участвовал в марафонском забеге и занял в нём 13-е место.